# Wilmar Castro Soteldo
Wilmar Alfredo Castro Soteldo (Villa Bruzual, estado Portuguesa) es un militar, piloto, político venezolano, actualmente el ministro del Poder Popular de Producción Agrícola y Tierras.

## Biografía
Nació en pleno llano venezolano. Cursó estudios en la Academia Militar de la Aviación Bolivariana (AMAB) y tiene una maestría en defensa aérea. Es un piloto experto y ha sido instructor de vuelo. Además, tiene conocimientos de inteligencia y contrainteligencia. 
Fue piloto de prueba interna para la Organización de Naciones Unidas por sus conocimientos en pilotaje de aviones Bronco y Mirage, de los cuales fue el responsable de la pérdida de 3 aviones Mirage venezolanos por error de navegación en 1985.[cita requerida]

### Carrera política
Miembro del PSUV egresado de la Academia Militar de la Aviación Bolivariana como subteniente. Participó con el grado de teniente coronel en el Golpe de Estado de febrero de 1992 en Venezuela, siendo condenado a 27 años y 6 meses de prisión por la rebelión militar; aunque fue sobreseído a los pocos meses por el recién electo presidente Rafael Caldera.
Con la llegada de Hugo Chávez al poder, fue elegido constituyente, y luego fue nombrado Ministro de Producción y Comercio, y posteriormente Ministro de Turismo. También de manos de la revolución, encabezó temporalmente la Comunidad Andina de Naciones.[cita requerida]
Fue gobernador del estado Portuguesa desde 2008, siendo reelegido en las elecciones de 2012, candidatura que quedó entredicho porque no hubo las respectivas elecciones internas que correspondían hacer en el PSUV.
Para el 6 de enero de 2016, el presidente Nicolás Maduro, lo designa como nuevo Ministro de Producción Agrícola y Tierras de Venezuela. Ese mismo año en el mes de mayo.[cita requerida]
En septiembre de 2024 es nombrado rector de la Universidad Venezolana de los Hidrocarburos fundada en agosto de 2009.